# Saison 2000-2001 de l'Élan sportif chalonnais
Saison 2000-2001 de l'Élan chalon en Pro A, avec une septième place pour sa cinquième saison dans l'élite.

## Effectifs
| Nationalité | Joueur             | Taille |
| ----------- | ------------------ | ------ |
|             | Stanley Jackson    | 1,94 m |
|             | Andre Owens        | 1,98 m |
|             | Drazan Tomic       | 1,95 m |
|             | Robert Gulyas      | 2,14 m |
|             | Mickael Hay        | 1,78 m |
|             | Stéphane Ostrowski | 2,05 m |
|             | José Vespasien     | 2,01 m |
|             | Rashard Lee        | 1,98 m |
|             | Jeff Nordgaard     | 1,95 m |
|             | Brandon Williams   | 1,98 m |
|             | Sacha Giffa        | 1,97 m |

| Nationalité | Joueur              | Taille |
| ----------- | ------------------- | ------ |
|             | Thomas Dubiez       | 1,95 m |
|             | Steed Tchicamboud   | 1,85 m |
|             | Vincent Margueritte | 2,09 m |

| Nationalité | Joueur                   | Taille |
| ----------- | ------------------------ | ------ |
|             | Craig Robinson (pigiste) | 2,05 m |

## Matchs

### Matchs amicaux
Avant saison
- Évreux / Chalon-sur-Saône : 83-87
- Le Mans / Chalon-sur-Saône : 77-85 (à Blois)
- Roanne / Chalon-sur-Saône : 68-81 (Tournoi de Roanne)
- Chalon-sur-Saône / Maccabi Tel-Aviv  : 72-78 Après prolongation (à Bormio, Italie)
- Chalon-sur-Saône / Efes Pilsen Istanbul  : 71-77 (à Bormio, Italie)
- Chalon-sur-Saône / Kombassan  : 81-77 (à Bormio, Italie)
- Chalon-sur-Saône / Antibes : 75-67 (Tournoi de Roanne)
- Chalon-sur-Saône / Montpellier : 94-83
- Chalon-sur-Saône / Antibes : 85-58
- Vichy / Chalon-sur-Saône : 86-83
- Paris Basket Racing / Chalon-sur-Saône : 85-61

### Championnat

#### Matchs aller
- Bourg-en-Bresse / Chalon-sur-Saône : 79-81
- Chalon-sur-Saône / Gravelines : 87-76
- Chalon-sur-Saône / Le Havre : 76-63
- Montpellier / Chalon-sur-Saône : 73-92
- Chalon-sur-Saône / Paris : 67-70
- Strasbourg / Chalon-sur-Saône : 90-51
- Chalon-sur-Saône / Villeurbanne : 64-74
- Le Mans / Chalon-sur-Saône : 55-59
- Chalon-sur-Saône / Pau-Orthez : 59-66
- Dijon / Chalon-sur-Saône : 61-65
- Chalon-sur-Saône / Antibes : 70-67
- Besançon / Chalon-sur-Saône : 58-74
- Chalon-sur-Saône / Cholet : 74-65
- Évreux / Chalon-sur-Saône : 67-89
- Chalon-sur-Saône / Nancy : 75-67

#### Matchs retour
- Gravelines / Chalon-sur-Saône : 83-75
- Le Havre / Chalon-sur-Saône : 82-65
- Chalon-sur-Saône / Montpellier : 82-86
- Paris / Chalon-sur-Saône : 58-69
- Chalon-sur-Saône / Strasbourg : 84-58
- Chalon-sur-Saône / Le Mans : 72-74
- Pau-Orthez / Chalon-sur-Saône : 73-68
- Chalon-sur-Saône / Dijon : 70-69
- Antibes / Chalon-sur-Saône : 64-72
- Villeurbanne / Chalon-sur-Saône : 72-67
- Chalon-sur-Saône / Besançon : 88-52
- Cholet / Chalon-sur-Saône : 67-63
- Chalon-sur-Saône / Évreux : 74-66
- Nancy / Chalon-sur-Saône : 78-68
- Chalon-sur-Saône / Bourg-en-Bresse : 85-60

Extrait du classement de Pro A 2000-2001

##### Demi Finale

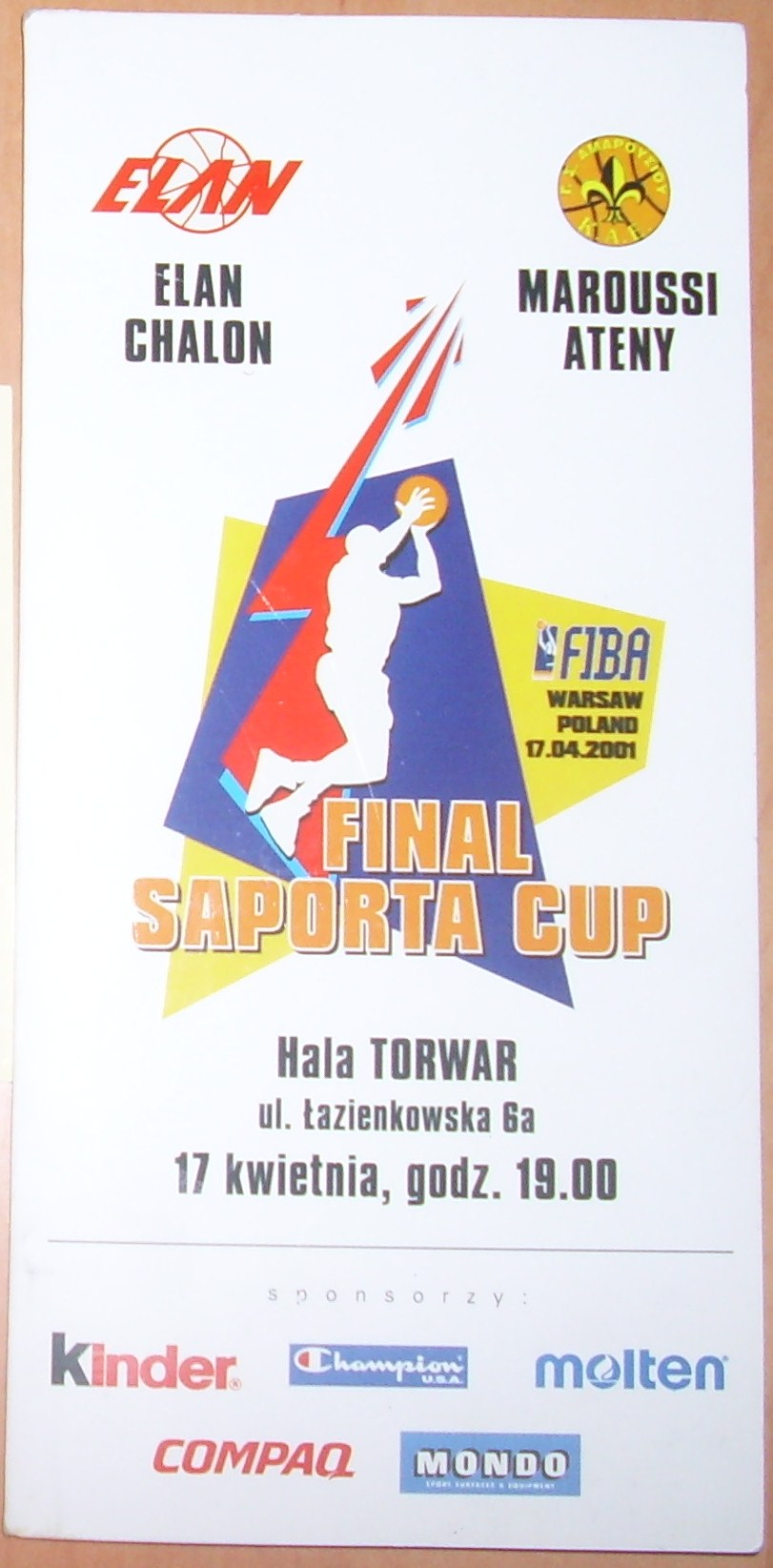
Pass de la finale de la Coupe Saporta 2001 à Varsovie.